# Zvjozdnyj vors
Zvjozdnyj vors (russisk: Звёздный ворс) er en russisk spillefilm fra 2011 af Andrej Kagadejev og Nikolaj Kopejkin.

## Medvirkende
- Andrej Kagadejev som Tjasharskij
- Nikolaj Kopejkin som German Borisovitj Ryap
- Siarhei Mikhalok som Bogdan Sherstjuk
- Roman Maksimov som Fjodor Zjishinnikov
- Svetlana Gumanovskaja